# Leedsi kastély

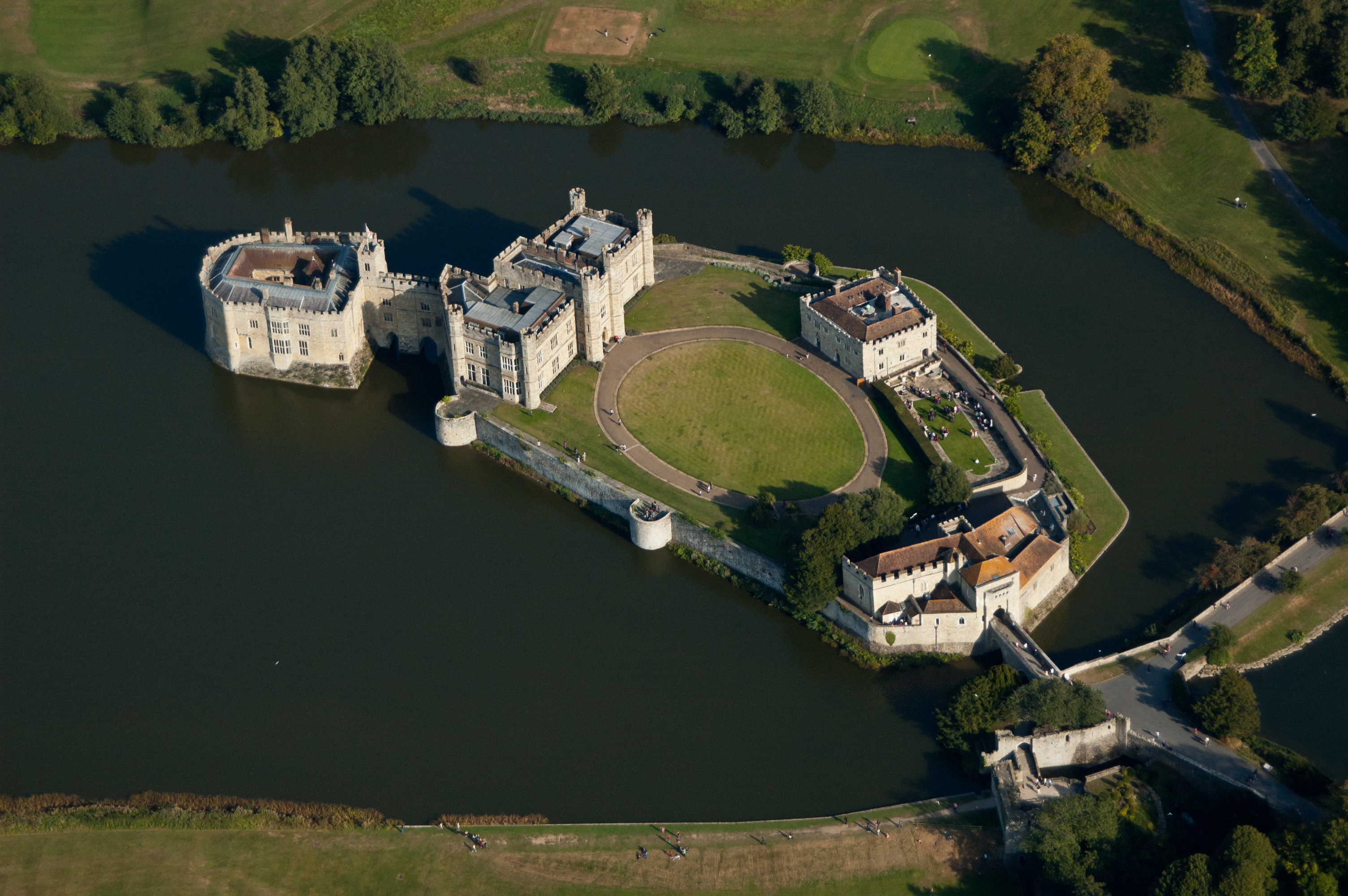
Légi felvétel a kastélyról

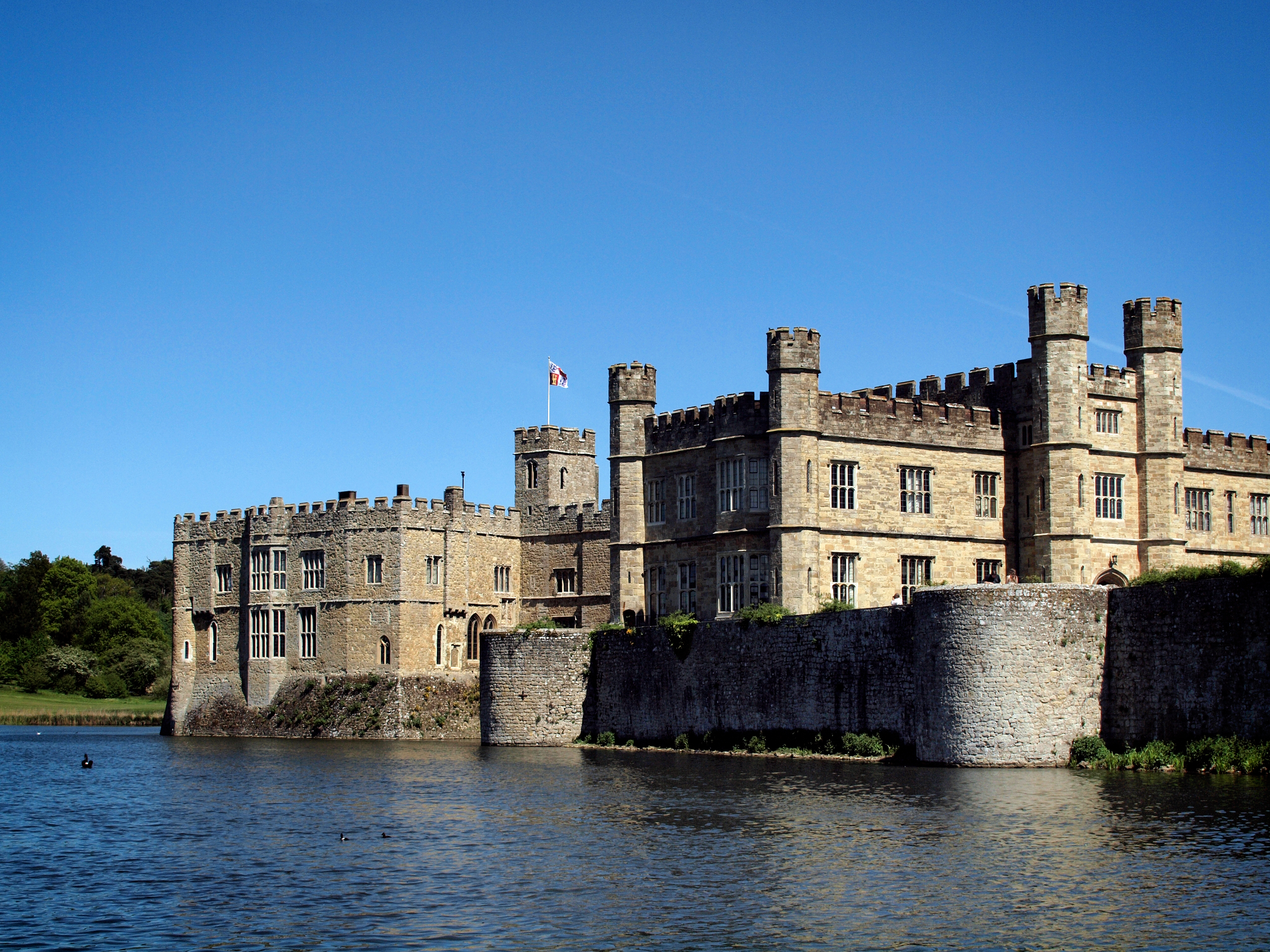
A kastély a folyó felől

A Leedsi kastély Angliában, Kent megyében található. A Doomsday Book nyilvántartásában angolszász földbirtokként szereplő Leedsi kastély az évszázadok során sokfajta szerepet töltött be. Volt normann erőd, hat királyné személyes tulajdona, VIII. Henrik és felesége, Aragóniai Katalin palotája, Jakab korabeli vidéki ház, György korabeli nemesi kúria, a 20. században milliomosok elegáns lakhelye, végül napjainkban Anglia egyik leglátogatottabb épülete. A jelenlegi kastély helyén álló első kőépületet egy normann báró emeltette I. Henrik uralkodása idején. 1278-ban I. Eduárd király feleségének, Kasztíliai Eleonórának ajándékozta. Az épület több mint háromszáz éven át a királyi családé volt, majd magánkézbe került. Ezután majdnem négy évszázadon keresztül a kastély egymással rokonságban álló családok tulajdonában volt, majd 1926-ban egy amerikai örökösnő, Lady Baillie vásárolta meg. Halála után a kastélyt megnyitották a nagyközönség előtt, jelenleg a Leeds Castle Foundation (Leeds Kastély Alapítvány) üzemelteti.

## Története

### Kezdetek

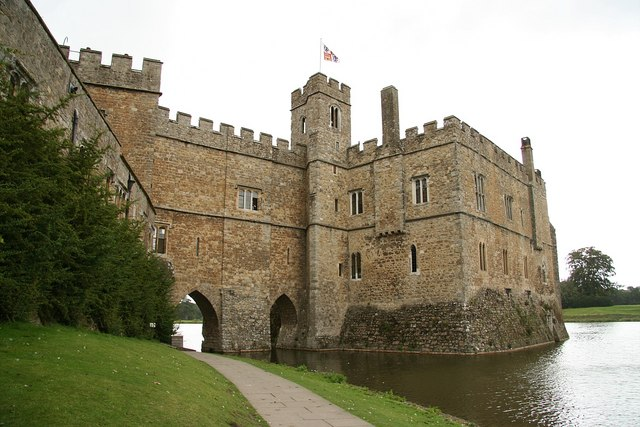
A Gloriette

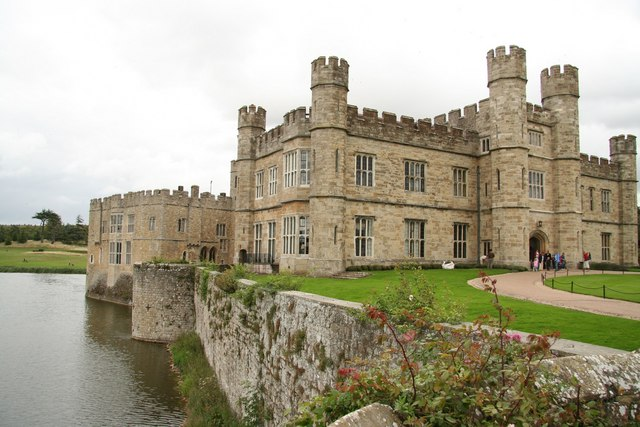
A kastély a támfal maradványaival

A 9. században a hely az angolszász királyi család tulajdonában volt, a legkorábbi írott forrás, amely a jelenlegi kastély területét Esledes uradalom néven említi 855-ből származik. Az uradalom megjelölés földbirtokra vonatkozott és nem feltétlenül jelentette azt, hogy épület is áll ezen a helyen. A normann hódítás előtt Hitvalló Eduárd a birtokot a nagy hatalmú Godwin családnak adományozta. 1086-ban Hódító Vilmos idejében a Doomsday Book nyilvántartása szerint a birtok szőlőültetvényekből, erdőkből, legelőkből állt, valamint öt malom működött a területén. 1090-ben II. Vilmos a birtokot egy unokatestvérének Hamo de Crevecoeur-nak ajándékozta, aki Hódító Vilmos kíséretében érkezett Angliába. Hamo unokája Róbert emeltette az első megerősített kőépületet a jelenlegi kastély helyén, két, a Len folyóból kiemelkedő szigeten. A főépületet a kisebb szigetre építették, a többi helyiséget a nagyobb szigeten alakították ki. Az épületegyüttes két részét felhúzható híddal kapcsolták össze. 1139-ben a kastélyt Blois-i István megostromolta és elfoglalta, de a Crevecoeur család hamar visszaszerezte és az épület bővítése kisebb-nagyobb megszakításokkal a 13. századig tartott. Ebből a korból származnak a bálterem végében látható ablakok.

### Hat királyné kastélya
A 13. század közepén a tulajdonos William de Leyburn anyagi okok miatt kénytelen volt eladni a kastélyt, amelyet I. Eduárd felesége, Kasztíliai Eleonóra vásárolt meg. Az ő utasítására a királyi építészek komoly átalakításokat végeztek az épületen, amelynek nyomai ma is láthatóak. Ekkor épült a nagyobb sziget oldalán lévő D alakú tornyokkal megerősített támfal, amelynek magassága elérhette a 10 métert. Ekkortól kezdték el a kisebbik szigeten álló főépületet Gloriette-nek nevezni, ami egy spanyol eredetű szó és kertben álló pavilon jelent. 1278 és 1290 között ma is látható formájára alakították át. A földszinten volt a nagyterem, amit ma bálteremnek hívunk, és egy lakosztály a mai kápolna helyén. Eleonóra halála után I. Eduárd 1299-ben feleségül vette IV. Fülöp francia király féltestvérét, Margitot. Az esküvő után néhány hetet a kastélyban töltöttek, majd a király az épületet feleségének ajándékozta. Így kezdődött egy hagyomány, amely szerint a kastély az uralkodó feleségének tulajdona lett, egy olyan vagyon része, amelyet a királyné a király halála után is megtarthatott. Margit halálakor mostohafia II. Eduárd nem követte apja példáját és a kastély új tulajdonosa Bartholomew de Badlesmere a királyi udvar egyik tagja lett. 1321-ben Badlesmere átállt a király ellenségeihez, felesége, Margit attól tartva, hogy el akarják foglalni a kastélyt megtagadta a belépést Izabella királynénak és kíséretének. A király megostromolta és elfoglalta a kastélyt, Margitot bebörtönöztette, férjét kivégeztette. II. Eduárdot 1327-ben megölték, ezután az özvegy királyné birtokba vette a kastélyt, majd 1358-ban bekövetkezett halála után a tulajdonjog fiára III. Eduárdra szállt. Az ő uralkodása alatt a Gloriette helyiségeit újrabútorozták, új, hullórostéllyal felszerelt kapukat és egy felvonóhidat építettek. Követve a hagyományt II. Richárd 1382-ben ajándékozta a kastélyt feleségének, Bohémiai Annának. A királyné itt töltötte az esküvője előtti karácsonyt és a királlyal együtt máskor is gyakran felkeresték a kastélyt. Miután Bohémiai Anna 1394-ben meghalt pestisben, a király továbbra is rendszeresen ellátogatott a kastélyba, amelyet államügyek intézésére és pihenésre is használt. IV. Henrik második feleségének Navarrai Johannának adta az épületet 1403-ban. A királyné 1412-ben a király beleegyezésével Thomas Arundel Canterbury érsekének adta tovább. Az érsek két évvel később meghalt és a halálakor felvett leltár meglehetősen pontos képet ad a kastély szerkezetéről. A nagyobb sziget északi részén állt egy nagyterem, kápolnával és lakóhelyiségekkel, a déli részen a megerősített kapu mellett a konyha, a pékség és egyéb kiegészítő épületek kaptak helyet. A támfal és a belső várfal között mély, vízzel elárasztott árkot alakítottak ki, ami később fölöslegesnek bizonyult, ugyanis a kastély többé nem állt ostrom alatt. V. Henrik eleinte jó viszonyban volt mostohaanyjával, majd 1419-ben Johannát a király elleni összeesküvéssel és boszorkánysággal vádolták meg. Megfosztották vagyonától és először a leedsi később a Pevenseyi kastélyba börtönözték be. Nem sokkal halála előtt 1422 júliusában a király megbocsátott neki, Johanna visszakapta vagyonát, így a kastélyt is. V. Henrik 1422 augusztusában halt meg, és a kastélyt egy nagyobb vagyon részeként özvegye, Valois Katalin örökölte. Az ő unokája volt Tudor Henrik, aki VII. Henrik néven Anglia királya lett.

### A kastély a Tudorok korában
Az épületen a következő komolyabb átalakítási munkákat 1517 és 1523 között végezték el VIII. Henrik parancsára. A megerősített kastélyt elegáns királyi palotává alakították át a király és első felesége Aragóniai Katalin számára. Az 1532-ben a kastély felügyelőjének Sir Henry Guildfordnak halálakor felvett leltárból kiderül, hogy főépületnek továbbra is a Gloriette-t tekintették, amelyre egy emeletet húztak. Ezen az emeleten a kandallókat spanyol eredetű motívumokkal díszítették, amiből az következik, hogy a helyiségeket kizárólag a királyné számára alakították ki. A királyi látogatások közül az 1520-as a legjobban dokumentált, amikor a király a királynéval és 5000 fős kíséretével. egy éjszakát töltött itt, mielőtt behajózott volna Franciaország felé egy I. Ferenccel való találkozóra. A források megemlítik azt is, hogy a találkozón a kastély parkjában elejtett szarvas húsát is felszolgálták. 1552-ben, miután a kastély háromszáz évig királyi tulajdonban volt jutalmul egy írországi lázadás leverésért évi tíz fontért bérbeadták Sir Antony St. Legernek.

### A 17. századtól a 19. század végéig

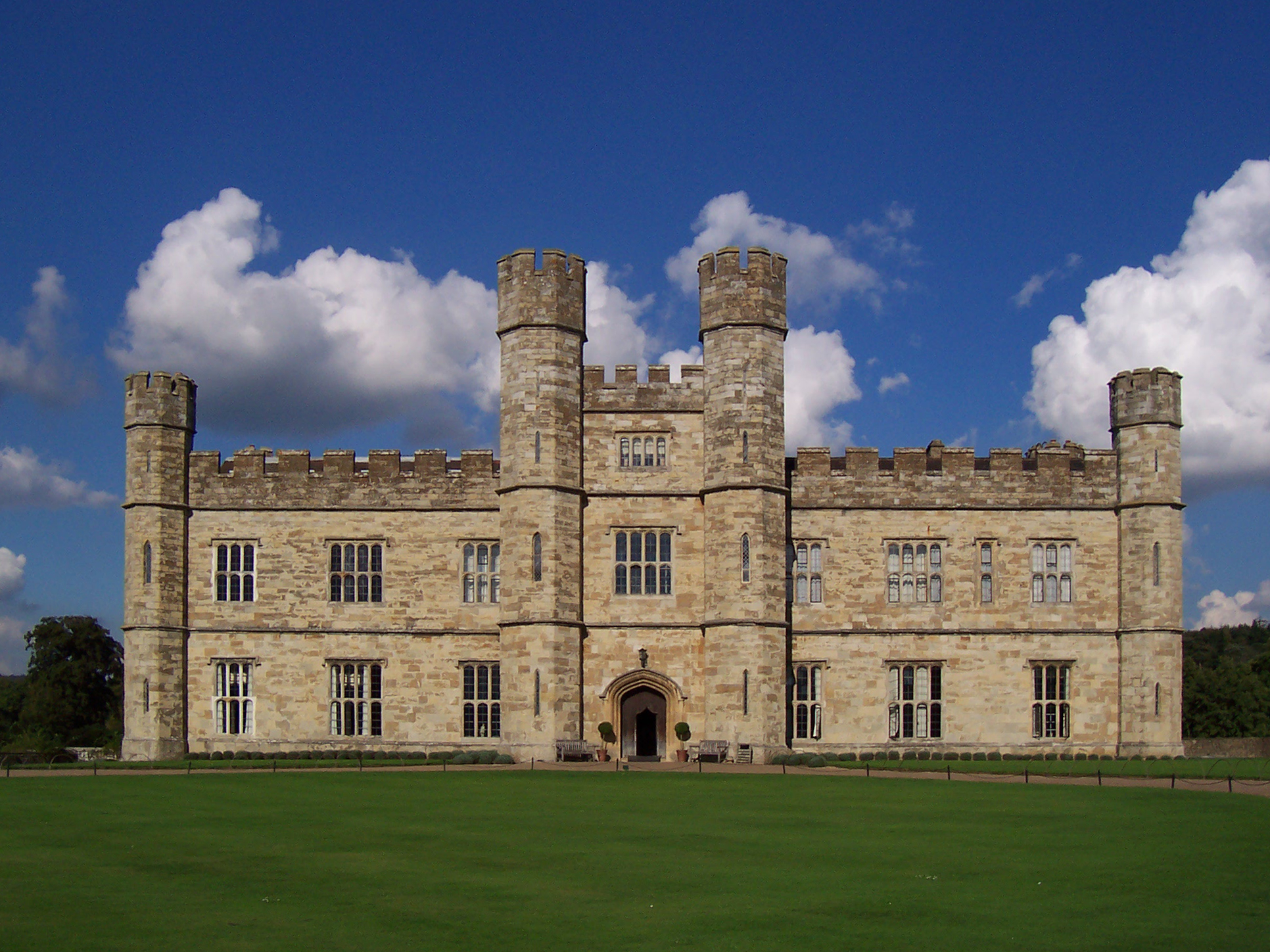
Az 1823-ban elkészült új kastély homlokzata

Az épület 1618-ig maradt a St. Leger család tulajdonában, amikor a család tönkrement, mert komoly összeget fektetett Sir Walter Raleigh Eldorádó elveszett kincseit kutató sikertelen expedíciójába. Ekkor a kastélyt egy gazdag rokon, Sir Richard Smythe vásárolta meg. Bár a Smythe család csak kevesebb mint húsz évig birtokolta a kastélyt (1632-ben a Culpeper családnak adták el), e rövid idő alatt is komoly átalakításokat végeztettek. Sir Richard elrendelte a nagyobbik sziget északi részén álló épületrész lebontását, és helyére egy nagyméretű ház kialakítását, amely nem sokkal volt kisebb, mint a ma is álló épület. Alapjait a kastély 1933-ban folytatott felújításakor tárták fel. A többi nemesi háztól eltérően az épület csak kisebb károkat szenvedett a polgárháború alatt, mert a tulajdonos Sir Cheney Culpeper, egyedüliként a családjában a parlamentet támogatta. Az 1660-as restaurációkor elvesztette vagyonát, de élete végéig, 1663-ig a kastélyban lakhatott. Halála után hitelezői a birtokot egy királypárti rokonának Thomas Culpepernek adták el, aki a királynak való szolgálatai jutalmául az amerikai Virginia államban ötmillió hold földet kapott. Az 1660-as években a kastélyt a kormány rendelkezésére bocsátották, és börtönként használták, így komolyan károsodott. A Gloriette-ben fogvartartott francia és németalföldi rabok felgyújtották az épületrészt, és a tűzvész nyomait csak 1822-ben tüntették el. 1690-ben Catherine Culpeper feleségül ment Lord Thomas Fairfaxhoz, így a kastély és a virginiai földbirtok a Fairfax családé lett. Idősebb gyermekük 1745-ben Virginiába költözött az ottlévő birtokot igazgatni, ezért a kastély testvérére, Robertre szállt, aki 46 évig volt a tulajdonosa. Ekkor, a 18. század közepén alakították ki a kastélyt körülvevő parkot. Robert Fairfax megbízott egy helyi térképészt, Thomas Hobgent, az épület és a birtok felmérésével, majd komoly átalakításokba kezdett. Fairfax kétszer nősült, mindkét felesége gazdag örökösnő volt, akiknek vagyonából finanszírozni tudta az építkezéseket. 1778-ban egy királyi látogatás alkalmával III. György és Sarolta királyné három éjszakát töltött az épületben. A látogatás előtt Fairfax jelentős összeget költött a helyiségek egy részének felújítására. Fairfax 1793-ban bekövetkezett halála után 1821-ig a kastélynak számos tulajdonosa volt, míg végül Fiennes Wykeham birtokába került. Wykeham William Basket építészt bízta meg, hogy mérje fel a kastély állapotát. A felmérésből az derült ki, hogy az egész épület rendkívül rossz állapotban van, egyes részei azonnali beavatkozás nélkül összeomlottak volna. Wykeham úgy döntött, hogy a nagyobb szigeten álló építményt lebontatja és helyére egy új, Tudor-stílusú kastélyt emeltet. Az új kastély nagyon gyorsan, már 1823-ban elkészült, külseje napjainkig alig változott. A Gloriette falait megerősítették, a sérüléseit kijavították, a várárkot kikotorták. Az újjáépítés felemésztette Wykeham vagyonát, aki kénytelen volt a kastély berendezését egy árverésen értékesíteni. Fia, Charles Wykeham felesége hozományának segítségével újra nagy vagyont szerzett, és 1895-ben jelentős földterületeket vásárolt a környéken. Ekkor Leeds Kent egyik legnagyobb magánbirtokává vált.

### 20. század
1925-ben a Wykeham családnak anyagi okok miatt el kellett adni a kastélyt, amelyet egy amerikai örökösnő, Olive Paget, a későbbi Lady Baillie vásárolt meg. Az épület felújításával Owen Little építészt bízta meg. Az új kastélyrész földszintjét átépítették, a nagyteremből könyvtár lett, kőlépcsőt építettek és egy nagyobb szalont alakítottak ki. Nagyobb feladat volt az emeletek és a Gloriette rendbetétele. Erre a feladatra Lady Baillie a sikeres francia formatervezőt Armand-Albert Rateau-t kérte fel. A Tudor-korabeli báltermet, amelyet később több helyiségre osztottak eredeti méretére állították vissza, a kápolnából zeneszobát alakítottak ki és átépítették a felső szinteket. Bevezették a folyóvizet és felújították a személyzet lakhelyét is. 1936-tól a munkálatokat Stéphane Boudin, Párizs egyik vezető lakberendezője irányította. A külső munkák során felújították a kapukat, tenisz- és fallabdapályát alakítottak ki, úszómedencét ástak, és újratervezték a kertet, ahol egzotikus állatokat is, például zebrákat tartottak. Az 1930-as években a kastélyt államférfiak, az európai királyi családok tagjai és hírességek látogatták. A II. világháború alatt Lady Baillie családjával a Gloriette-be költözött, az épület többi részében kórházat szereltek fel, ahol Dunkerque-ből hazaszállított sebesülteket és égési sérüléseket szenvedett pilótákat kezeltek. Ezenkívül a kastélyban titkos fegyverkísérleteket is folytattak. A konzervatív politikus Geoffrey Lloyd hatvan éven keresztül rendszeres vendége volt a kastélynak, ő lett a Lady Baillie élete végén, 1974-ben létrehozott Leeds Caste Foundation első elnöke. Lady Baillie halála után a kastélyt megnyitották a látogatók előtt, jelenleg Anglia egyik legnépszerűbb turisztikai célpontja.

## A kastély részei

### A Gloriette

#### A földszint

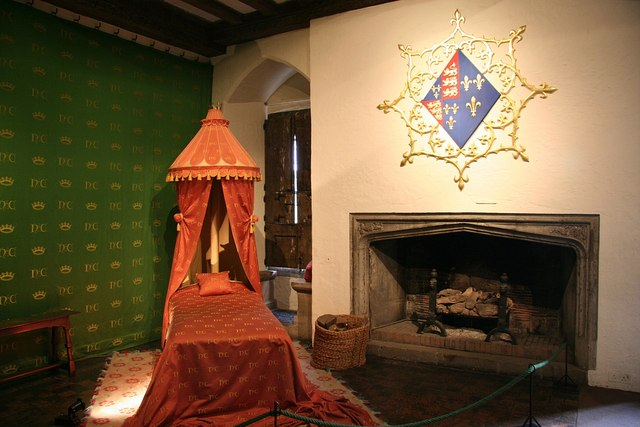
A királyné hálószobája

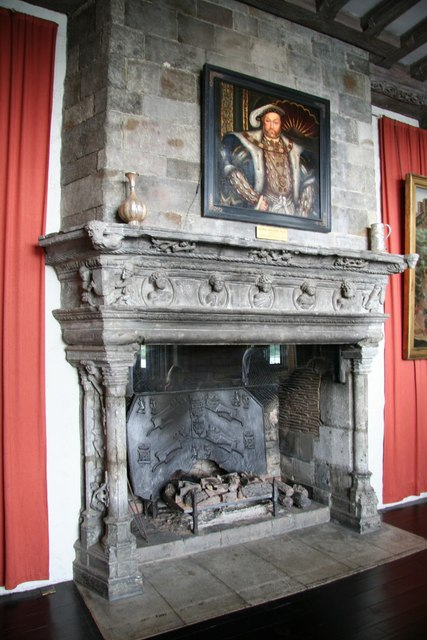
Kandalló a bálteremben

- a királyné szobája: Lady Baillie az újjáépítés után ezt a helyiséget ebédlőnek használta, jelenleg azonban a szoba és a hozzátartozó fürdőszoba azt mutatja be, milyen lehetett egy királynői lakosztály a 15. század elején. Az ágytakarón látható HC betűk V. Henrik és Valois Katalin házasságára utalnak. A helyiséget nem csak hálószobának, hanem egyfajta fogadóteremnek is használták, ahol a királyné ügyeit intézte, meghallgatta tanácsadóit, fogadta udvaroncait és vendégeit.
- a fürdőszoba: a királyné fürdőszobáját egykorú kéziratok illusztrációi alapján rekonstruálták. Az egyszerű fakádat fehér, a mennyezetről lelógó függöny veszi körül. Az egész berendezés, úgy lett kialakítva, hogy egyszerű legyen összepakolni és szállítani mert a királyi udvar gyakran költözött. A kandalló feletti félköríves kéményt 1927-ben építették egy 16. századi, itáliai mester által készített kémény helyére.
- a fedett folyosó: a folyosót 16. századból származó, márványból készült, VIII. Henriket, I. Máriát, I. Erzsébetet és VI. Eduárdot ábrázoló mellszobrokkal díszítették. A kandalló eredetileg az emeleten volt, onnan hozták le a 20. század elején. A kandallópárkányon Aragóniai Katalin címere látható.
- az udvar: az udvart 1280-ban alakították ki. a 14. század elején ciszternákat ástak alája, ahova a park forrásainak vizét vezették. Az udvart az 1920-as években Rateau tervei alapján teljesen átalakították. Az egyik oldalra egy 16. századi építményeket utánzó favázas lépcsőházat építettek, ahova az új csigalépcső került. A lépcső különlegessége, hogy tartóoszlopa egy darab farönkből készült, a tetején (szintén ugyanebből a farönkből) egy mosolygó kereszteslovag szobrával.
- a bálterem:a báltermet, a kastély legnagyobb helyiségét VIII. Henrik 1520-as látogatására építették. Az 1920-as években történt átalakítása során igyekeztek visszaadni eredeti formáját. Ekkor készült a faragott mennyezet és az ébenfa padló. A caeni kőből készült kandalló a 16. századból származik. A falakon értékes festmények láthatók ezenkívül egy faliszőnyeg amely valamikor 1513 és 1535 között készülhetett Enghienben.
- a kápolna:a kápolna szerkezetét és berendezését többször módosították mielőtt Canterbury érseke újraszentelte 1978-ban. Az oltár fölött a 15. századi faliszőnyeg a Háromkirályokat ábrázolja. Valószínűleg Tournaiban készült és egy nagyobb kompozíció középső darabja lehetett. A falakon négy 16. századi, Dél-Németországból származó fafaragás jeleneteket mutat be Krisztus születéséről és fiatalkoráról.

#### Az emelet
- a tanácsterem: a tanácstermet 1822 és 1823 között állították helyre az 1660-as évekbeli tűzvész után. A kandalló a belevésett Tudor-címerekkel a kastély egy másik részéből került ide, de eredeti helyét eddig még nem tudták azonosítani. A tanácsteremből nyíló hosszú folyosó falát madarakat ábrázoló olajfestményekkel, akvarellekkel és rajzokkal díszítették.
- a tárgyalószoba: a helyiséget 1823-ban Fiennes Wykeham biliárdszobává alakíttatta át. Lady Baillie eleinte öltözőnek használta, majd később fia, Gawaine részére hálószobának rendezték be. 1978-ban a szoba fontos találkozó helyszíne volt, amelyen a Amerikai Egyesült Államok, Izrael és Egyiptom külügyminiszterei vettek részt. Ezután a kastély nemzetközileg is elismert konferenciaközponttá vált. A szoba falait Lady Baillie impresszionista festménygyűjteményének megmaradt darabjai díszítik.
- öltöző- és fürdőszoba: ezt a két helyiséget Rateau tervei alapján 1927 és 1929 között rendezték be. Stílusuk tipikusan az 1920-as évekre jellemző, viszont egyes elemei XVI. Lajos korára emlékeztetnek. A fürdőszoba falait ónixberakással díszítették, a padlót fekete márvánnyal borították. Az egész berendezés a tulajdonosnő luxus életkörülményeit és a társadalomban elfoglalt pozícióját tükrözi.
- hálószoba: a hálószobát Stéphanie Boudin tervezte, berendezése hasonlít a 18. század elején kialakított főúri hálószobákra. A falakat kék panelekkel borították, panelekbe titkos ajtókat terveztek. A szintén Boudin által tervezett nagyméretű krémszínű ágy éles kontrasztban áll a falak kék színével.
- Aragóniai Katalin szobája: a VIII. Henrik uralkodása alatt épített szobát a 19. században és a 20. század elején fürdőszobának használták. Boudin az 1960-as években nappali szobává alakította át Lady Baillie számára, ekkor került a falakra a világos színű, feltűnő tapéta.

### Az új kastély

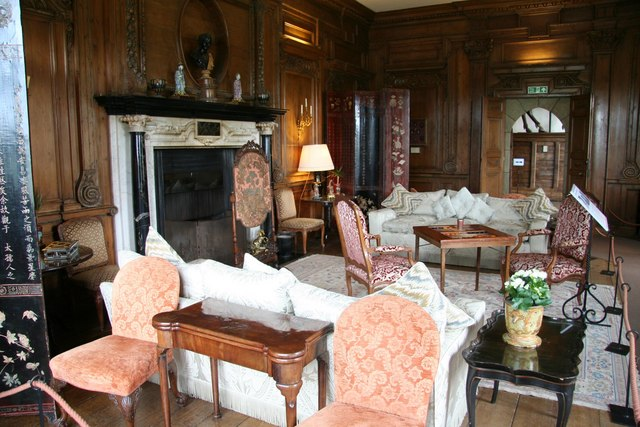
A Thorpe Hall szalon

- a pince és a előszoba: az új kastély pincéje, a kastély legrégebbi fennmaradt része, még a normann korból, a 12. századból származik. A jobb oldali falon látható befalazott ajtónyílás mögött egy folyosó vezetett fel a fölötte lévő középkori nagyteremhez. Az előszobát Lady Baiilie utasítására, Rateau tervei alapján alakították át, Wykeman idejében ez a helyiség még szalonként funkcionált. Az eredeti lépcső helyére egy széles kőlépcsőt építettek, amelyet az 1950-es években lebontottak és a jelenlegi egyszerűbb feljárattal helyettesítettek. A mennyezet is Rateau munkája az 1920-as évekből.
- a sárga szalon: sárga szalont a 19. század legnagyobb részében és a 20. század első évtizedeiben ebédlőként használták, majd 1938-ban Stephane Boudin tervei alapján jelenlegi formájára alakították át. A szalon nevét a falakra akasztott sárga damasztborításról kapta.
- a Thorpe Hall szalon: a Thorpe Hall szalon jellegzetességei a falakat borító 1653-ból származó, fából készült panelek. Az első világháború után sok nemesi család elszegényedett, így kénytelenek voltak kastélyaik bútorait eladni. A paneleket Lady Baillie elsőnek megbízott építésze, Owen Little vásárolta meg a Peterborough-ban található Thorpe Hall-ból. A panelek 1927-ben érkeztek a kastélyba. Eredetileg minden panelt zöldre festettek, így ezt a festéket gondosan eltávolították, majd a panelek apró darabokból összeállították. A szoba borításához több ezer ilyen apró darabot használtak fel.[11] A szalon mennyezetét a panelek tetejéhez igazították, és az egyik falban egy új ajtót alakítottak ki.
- a könyvtár: az 1926-ig ebédlőként funkcionáló könyvtárat 1938-ban alakították át napjainkban is látható formájára. Ezenkívül ez a helyiség volt Lady Baillie lányainak tanulószobája is. A könyvtár egyes kötetei eredetileg Lady Baillie apjának tulajdonában voltak. A könyvtárban látható a tulajdonosnő keleti porcelángyűjteményének számos darabja (18. századi japán és kínai vázák), ezenkívül 19. századi földgömbök.
- az ebédlő: az ebédlőt szintén Boudin tervei alapján építették át. Berendezésének stílusában keverednek a francia és az angol díszítőelemek. A falon elhelyezett öt XVI. Lajos korabeli faliszónyeg éles ellentétben áll a falak fehér színével. Az ebédlő rövidebb falain 18. századi kínai porcelántárgyak láthatók. A mahagóni ebédlőasztal IV. Vilmos uralkodása alatt készült.

### A kapu, a kaputorony és a Hajadon tornya
- a kapu: az eredeti kaput, amelyet 12. században a normann erődhöz építettek I. Eduárd parancsára felújították, és az így elkészült épületrész alakja napjainkig keveset változott. A kapu mellett helyiségeket alakítottak ki a felső szinten a várkapitány, az alsó szinten az őrség számára. A felső szintet egy, a belső udvarból induló lépcsőn keresztül lehetett megközelíteni.
- a kaputorony: A kapun kívül láthatóak a kaputorony romos maradványai. A torony 1280 körül épült, és a legkülső védvonalként funkcionált. A toronyépület összeköttetésben állt a malommal, ezenkívül védte a megerősített gátat. Három bejárata volt egy déli irányból és kettő a gát felől.
- a Hajadon tornya: a Hajadon tornya egy különálló, Tudor-kori épület az új kastélyrész udvarában. Helyén a középkorban egy torony állt. A 19. században Wykeman nevezte el a Hajadon tornyának, mert a forrásokból kiderült, hogy a 14. században egy Cristina Hyde nevű apáca élt itt. VIII. Henrik valószínűleg felesége udvarhölgyei számára emeltette a ma is látható épületet. A tetőre a lőrésekkel tagolt oromzat a Smythe család idejében került rá. A 18. és a 19. században sörfőzdeként funkcionált, majd Lady Baillie személyes használatára alakították át. Halála után lánya, Susan 2001-ig lakott itt, jelenleg a konferencia-központként használják.

## A kastély parkja

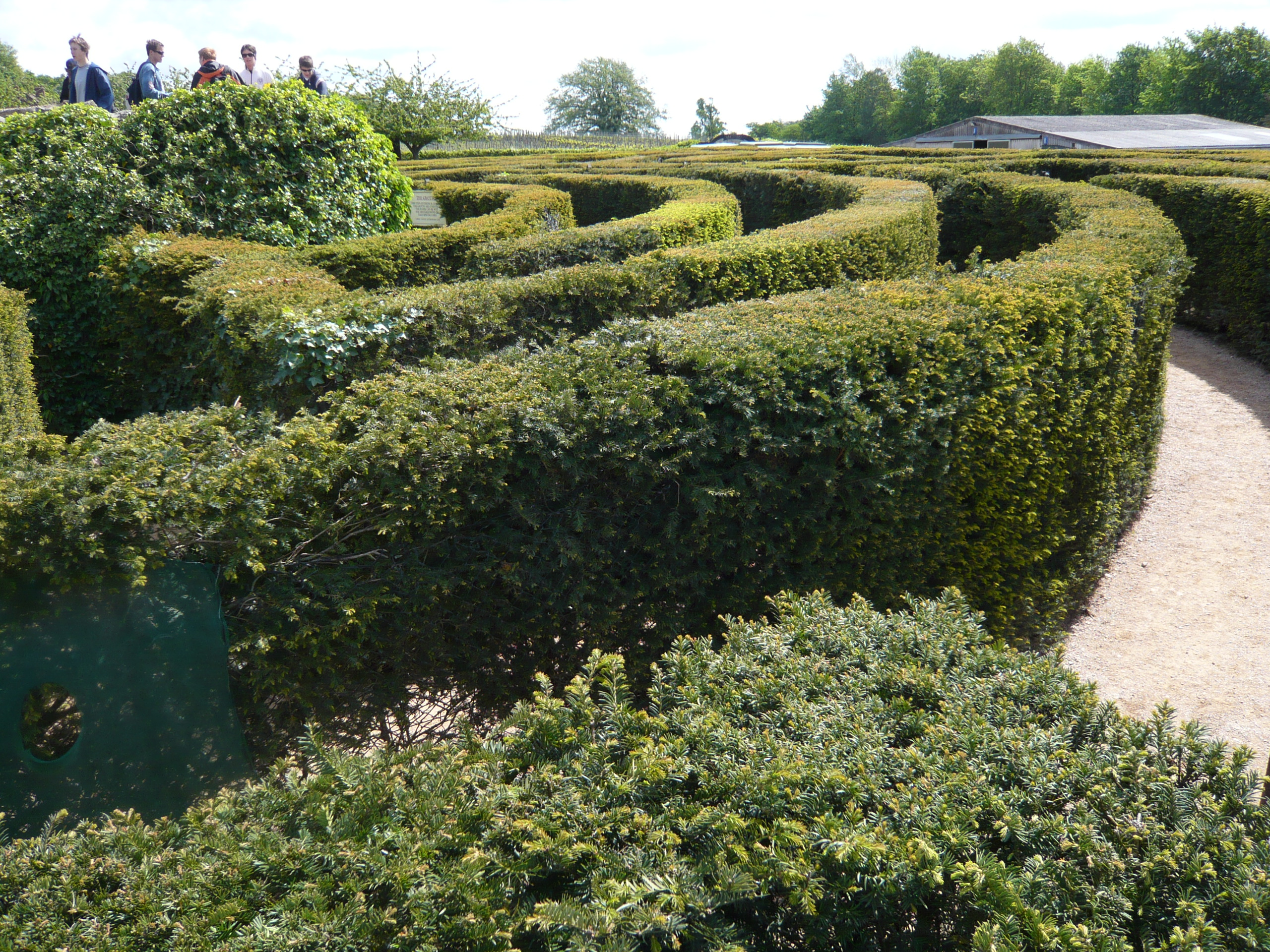
A labirintus egy részlete

A kastély körül a középkorban alakították ki a parkot azért, hogy a látogatók számára kihangsúlyozzák az épület királyi státuszát.
A park területe több mint 200 hektár, található benne madárház, és egy labirintus is. A labirintust 1988-ban készítették, 2400 tiszafa felhasználásával. A labirintus mintázatában felismerhető egy kastély, egy kehely és egy királynői korona alakja. A labirintusból egy barlangon keresztül vezet ki az út. Bár szőlőtermesztéssel már nem foglalkoznak a kastélynak még mindig van saját pezsgője. A parkban sokféle növény található, kialakított tavaiban hattyúk és kacsák úszkálnak. Ezenkívül pávák és mókusok is élnek a területen. A parkot több részre osztották. A mai Culpeper Kert a kastély eredeti konyhakertjének területén helyezkedik el, mai formáját 1980-ban nyerte el. A mediterrán stílusú Lady Baillie Kertet Cristoper Carter tervei alapján 1999-ben hozták létre, a Pavilon Pázsit teniszpályák helyére került. A parkba gyakran járnak ki családok piknikezni, ezenkívül számos szabadtéri rendezvény helyszíne is.

## Személyzet
Keveset tudunk arról, hogy az évszázadok során a kastélyt mekkora személyzet üzemeltette. Legnagyobb számban valószínűleg VIII. Henrik idejében dolgoztak a kastélyban. A Wykeman család is nagyszámú személyzetet alkalmazott a 19. században, de a létszámról nem maradt fenn pontos adat. Lady Baillie körülbelül negyven embert foglalkoztatott teljes munkaidőben, ez a szám a II. világháború után lecsökkent. A titkáron és az intézőkön kívül a személyzet a főkomornyikból, helyetteséből, inasokból, szobalányokból, konyhalányokból és takarítónőkből állt. Jelenleg a Leeds Kastély Alapítvány kétszáz embert foglalkoztat.